# Аміната Абубакар Якуб
Аміната Абубакар Якуб (22 червня 1989) — конголезька плавчиня.
Учасниця Олімпійських Ігор 2012 року.